# Mid90s ミッドナインティーズ
『mid90s ミッドナインティーズ』（Mid90s）は2018年のアメリカ合衆国の青春映画。俳優ジョナ・ヒルの長編映画監督デビュー作で、出演はサニー・スリッチ、ルーカス・ヘッジズ、キャサリン・ウォーターストンなど。1990年代中盤のロサンゼルスで生きる、ある少年の日常を描いている。

## ストーリー
1990年代半ばのロサンゼルス、13歳のスティーヴィーは兄のイアン、母親のダブニーと一緒に暮らしていた。ある日、スティーヴィーは店頭に並んでいるスケートボードに興味を抱き、新品を入手することは叶わなかったが、イアンのお古を入手することができた。スケートボードの腕前はなかなか上達しなかったが、スティーヴィーはスケボー仲間（ルーベン、レイ、ファックシット、フォース・グレード）たちと交友を深め、仲間たちからサンバーンというニックネームで呼ばれるようになる。ところが、ルーベンは仲間内における自分の地位が脅かされていると感じるようになり、徐々にスティーヴィーに対する敵意を剥き出しにするようになる。
ある日、スティーヴィーはスケボーの練習中に屋根から転落してしまう。大事には至らなかったが、ダブニーは息子にスケボーを続けさせることに不安を抱く。時を同じくして、イアンはスティーヴィーの目の前でファックシットと口論となる。その後、スティーヴィーは仲間たちと参加したパーティーで喫煙、飲酒、ドラッグ、性行為を初めて体験した。帰宅したスティーヴィーはイアンと殴り合いの喧嘩になってしまい、それを知ったダブニーはスティーヴィーがスケボー仲間と交際することを禁じるとともに、レイたちに息子と縁を切るように宣告する。しかし、スティーヴィーはダブニーの目を盗んで仲間たちと遊ぶ。
家族に理解されないことを愚痴るスティーヴィーにレイは「お前はずっとマシな人生を送れているんだ」と言う。スティーヴィーは今まで気が付かなかったが、仲間たちは彼よりもずっと荒んだ生活を送っていた。フォース・グレードは貧困に喘いでいた。また、ルーベンの母親は薬物依存に陥っており、子供たちを虐待していた。レイは弟を交通事故で亡くしており、ファックシットはドラッグや酒に溺れる生活を送っていたのである。それを知ったスティーヴィーは大いに打ちのめされることになる。レイは気分転換を兼ねて、スティーヴィーを深夜のスケボーセッションに連れて行く。
しばらくして、地元のスケボーショップがスケボー大会を開催することになる。スケボーのプロ選手として身を立てることを夢見ていたレイは、それを千載一遇のチャンスだと考え出場することにしたが、思いもかけず、仲間たちからの意図せぬ妨害に遭う。落胆するレイだったが、ファックシットに誘われるまま、仲間たちと共に彼の運転する車に乗る。レイは皆を家に送るようにファックシットに言うが、ファックシットは今夜も遊びに行くと言い張り、レイがプロボーダーたちに媚を売っていたとなじる。既に正気を失っているファックシットの運転に皆が危険を感じ始めた矢先、車は事故を起こして大破し、スティーヴィーだけが大怪我をして意識を失う。
病院に担ぎ込まれたスティーヴィーは、幸い命に別状はなかったが、片腕を複雑骨折していた。彼を心配して病院のロビーで夜を明かしたレイたちを、ダブニーは病室に招く。彼らはスティーヴィーの怪我を記録した写真を見て驚く。レイはスティーヴィーに他の仲間の誰よりも悲惨な目に遭ったが、そんな経験など必要ないとわかっただろと言う。そして仲間たち全員で、フォース・グレードが普段の仲間たちを撮り続けて制作したビデオ映画を観る。

## キャスト
※括弧内は日本語吹替声優。
- スティーヴィー: サニー・スリッチ（葉山翔太）
- イアン: ルーカス・ヘッジズ（庄司然）
- ルーベン: ジオ・ガルシア（市川太一）
- レイ: ネイケル・スミス（英語版）（八代拓）
- ファックシット: オラン・プレナット（仲村宗悟）
- フォース・グレード: ライダー・マクローリン（水野駿太郎）
- エスティ: アレクサ・デミー（佐藤はな）
- ダブニー: キャサリン・ウォーターストン（飯田里穂）
- 警備員: ジェロッド・カーマイケル

## 製作
2016年3月30日、ジョナ・ヒルが映画監督デビューを果たすことになったと報じられた。2017年3月、ルーカス・ヘッジズの出演が決まった。7月、キャサリン・ウォーターストンとサニー・スリッチがキャスト入りした。8月1日、アレクサ・デミーが本作に出演することになったとの報道があった。

## 公開・興行収入
2018年9月9日、本作は第43回トロント国際映画祭でプレミア上映された。10月7日にはニューヨーク映画祭での上映が行われた。
2018年10月19日、本作は全米4館で限定公開され、25万8157ドル（1館当たり6万4539ドル）を稼ぎ出し、週末興行収入ランキング初登場20位となった。

## 評価
本作は批評家から好意的に評価されている。映画批評集積サイトのRotten Tomatoesには123件のレビューがあり、批評家支持率は77%、平均点は10点満点で6.9点となっている。サイト側による批評家の見解の要約は「『mid90s ミッドナインティーズ』のストーリーは洞察に満ちており、郷愁をも誘う青春物語となっている。映画監督としてのキャリアを歩み始めたジョナ・ヒルにとって、同作は幸先の良いスタートとなった。」となっている。また、Metacriticには36件のレビューがあり、加重平均値は67/100となっている。